# 黔蚊母树
黔蚊母树（学名：Distylium tsiangii）为金缕梅科蚊母树属下的一个种。

## 扩展阅读
維基物種上的相關：黔蚊母树